# Leena Meri
Leena Kristiina Meri (ur. 12 kwietnia 1968 w Helsinkach) – fińska polityk, prawniczka i działaczka samorządowa, posłanka do Eduskunty, od 2023 minister sprawiedliwości.

## Życiorys
W 2000 uzyskała magisterium z prawa na Uniwersytecie Helsińskim. Pracowała w administracji sądowej, prowadziła też własną kancelarię prawną, później związana zawodowo z notariatem. Zaangażowała się w działalność polityczną w ramach prawicowej Partii Finów. W 2013 została radną miejscowości Hyvinkää. W 2015 bez powodzenia kandydowała do parlamentu; mandat poselski objęła jeszcze w tym samym roku w miejsce Pirkko Ruohonen-Lerner. Utrzymywała go w kolejnych wyborach w 2019 oraz 2023.
W 2017 bezskutecznie ubiegała się o przywództwo w swojej partii. Pełniła następnie funkcję przewodniczącej frakcji poselskiej ugrupowania, a w 2021 została pierwszą wiceprzewodniczącą partii.
W czerwcu 2023 objęła urząd ministra sprawiedliwości w rządzie Petteriego Orpa.